# 拱北桥
23°6′7.8026″N 114°23′53.0069″E / 23.102167389°N 114.398057472°E
拱北桥，俗称五眼桥，曾用名为陈公桥，是一座位于中华人民共和国广东省惠州市惠城区的桥梁，始建于北宋治平三年（1066年），现今的桥梁于明成化年间修建，不通车。该桥梁位于惠州西湖北面湖水出口处，毗邻东江，是惠州西湖“五湖六桥八景”中“六桥”的第二桥，亦是该湖泊蓄放水的主要通道，对西湖的防洪排涝起着重要作用。
该桥梁是惠州市区留存最为完好的遗存有明朝建筑风格的桥梁，亦是广惠古驿道仅存的两座桥梁之一。1990年，惠州市人民政府公布其入选第三批惠州市文物保护单位。:147

## 名称
该桥最初的名字“陈公桥”是以主持修筑该桥梁的惠州太守陈偁的姓命名，现今的名称“拱北桥”是取“拱卫西湖”之意。至于该桥的俗称“五眼桥”，则是因为其下方有五个孔，故名:146。

## 构造及意义
现今的拱北桥为惠城区的一条横跨西湖的桥梁，长57.28米，宽8.4米，高8.7米:146。桥梁为砖石结构，材质主要为红砂岩石:146。桥面以青石铺就，两侧有高约1米的厚实桥栏版，正中嵌“拱北桥”三字:147。
该桥的桥身由六个桥墩承托，各个桥墩相距约8米:146，迎水面被砌为三角形分水尖，材质为青色花岗石。拱券呈半圆形，便于排洪；石拱券以纵联砌筑法砌就，每排石料错开铺设，具有抗压力强、整体性强的特点:146。桥下南侧建有五级缓水石级，减缓水流速度，以保护桥梁。
拱北桥虽然是惠州西湖“六桥”第二桥，但其修筑时间较作为“六桥”第一桥的西新桥为早，故此桥的修筑除了便利交通、令西湖水不再自然付诸东流之外，后世更认为陈偁修筑此桥的举措是惠州西湖“六桥”辉煌的开端。

## 历史
在此桥修筑之前，惠州西湖与东江直接相连，湖水随江水涨落，对惠州城内居民的生活带去极大不便。因此，时任惠州太守陈偁在北宋治平三年（1066年）围湖修筑平湖堤，提高西湖水位。同时，为方便行人交通及西湖泄水，陈在平湖堤上修筑石桥，时名“陈公桥”，是为拱北桥的前身。明永乐四年（1406年），惠州府知府郑思贤重修桥梁；宣德年间，知府陈颜在桥上加筑三层石门及一间四面敞开的亭子，取名“迎恩亭”，后被毁。正统三年（1438年），惠州府通判郑述率当地长者黎以仁、梁惠智等人重修桥梁。
明成化年间，惠州府知府吴绛恩重修该桥为如今的形态，并在桥上竖立了四个石人。随后，在正德年间，桥梁又历经两次重修，分别由时任惠州府知府方良节及陈祥主持工程。1924年，当地人叶森林募资重修，而该桥梁在这之前又有十数次修缮记录。1925年10月，国民革命军发动第二次东征，经由此桥攻打惠州城北门，现该桥桥头立有黄埔军校东征阵亡烈士纪念碑纪念在此役阵亡的241名东征军官兵:146-147。抗日战争期间，该桥及邻近的陂圳均受损。
1959年，广东省交通厅公路局实施广汕公路改线工程，期间将该桥改造为8.7米宽、8.4米高的防洪通车两用公路桥梁，并在桥面填1.5米厚的路土，把近东江一侧的桥栏改为3米高、0.5米厚的石墙，又在各桥拱安装自动控制防洪铁闸。1973年，为发展惠州西湖的水产养殖业，惠州西湖管理委员会在旧陂上修筑钢筋混凝土双曲拱三眼桥闸，进一步控制湖水水量。在惠州大桥通车后，随着三眼桥闸于1990年2月拓宽延伸，并与下角东路相连，拱北桥自此转变为次要交通桥梁。同年，该桥被纳入第三批惠州市文物保护单位。
2019年初，惠州市人大代表黎业海、李国辉、翁柏利等10人联名提交《关于修缮西湖名胜拱北桥、巩固我市历史文化名城创建成果的建议》，指拱北桥多年处于“自生自灭”的状态，缺乏修缮，桥身满是灌木杂草，即便在近处亦无法见到桥梁；又由于桥梁周边道路及排洪设施的兴建，桥梁的通行功能已遭退化，水利功能更完全丧失。该份议案呼吁惠州市有关部门尽快修缮拱北桥，以“拓展惠州西湖风景区的游览空间，提升惠州市国家历史文化名城形象”。随后，惠州市市政园林事务中心在回应该份提案时，指该中心已对桥梁周边环境进行清理、整治，并会编制修缮设计方案，待方案获批后即可实施。

## 关联艺术创作
明代诗人陈运曾赋“西湖六桥”组诗，当中《拱北桥》云：
|                          | 萧萧竹径接平桥，万石曾歌五裤谣。自是天南灵气盛，衣冠今满紫宸朝。 |
| ——陈运，《拱北桥》:45-46 |                                                                  |

清代文人潘耒在《遂初堂文集》中则如此描写该桥：
|           | 层层堤束水，只放一桥通。不睹排山涨，安知砥柱功？舟移银汉上，人醉锦屏中。不尽观澜意，相将踏卧虹。 |
| ——潘耒:46 |                                                                                                  |

另外，惠州市区及近郊区流传有《惠州西湖地域歌》，这亦是现今仅存的一首与惠州西湖有关的民间地域歌谣，首句便提及该桥：
|                      | 白鹤含书摸仔庙，西湖出水五眼桥。 |
| ——《惠州西湖地域歌》 |                                  |

## 行经公共交通
| 朝京门        | 朝京门       | 朝京门 | 朝京门       | 朝京门 |
| 编号          | 路线         | 路线   | 路线         | 备注   |
| ------------- | ------------ | ------ | ------------ | ------ |
| 惠州西湖接驳A | 红花湖南门   | ↻      | 红花湖南门   |        |
| 1             | 梅湖         | ⇆      | 豪鹏科技     |        |
| 2             | 万饰城       | ⇆      | 金华路       |        |
| 5             | 仲恺汽车站   | ⇆      | 工程职业学院 |        |
| 7             | 惠州学院总站 | ⇆      | 市房管局     |        |
| 8             | 荷兰水乡     | ⇆      | 市技师学院   |        |
| 10            | 汽车总站     | ⇆      | 白鹭湖       |        |
| 13            | 合生大桥南   | ⇆      | 合生愉景湾   |        |
| 15            | 梅湖         | ⇆      | 中洲天御总站 |        |
| 17            | 第五中学     | ⇆      | 植物园总站   |        |
| 18            | 万科金域华庭 | ⇆      | 河南岸汽车站 |        |
| 19            | 红花湖南门   | ⇆      | 下梅湖       |        |
| 21            | 梅湖         | ⇆      | 鸿润花园     |        |
| 24            | 万饰城       | ⇆      | 惠台学校     |        |
| 25            | 惠州北高铁站 | ⇆      | 伯公坳       |        |
| 41            | 中职城总站   | ⇆      | 火车站       |        |
| 49            | 东江科技园   | ⇆      | 合生大桥南   |        |
| 209快         | 仲恺汽车站   | 全程 ⇆ | 惠州北高铁站 | 原 301 |
| 209快         | 口岸路口     | 短线 ← | 惠州北高铁站 | 原 301 |